# Ragnhildur Rósa Guðmundsdóttir
Ragnhildur Rósa Guðmundsdóttir (født 20. juli 1984) er en islandsk håndboldspiller. Hun spiller på Islands håndboldlandshold, og deltog under VM 2011 i Brasilien.